# Paróquia São Geraldo Magela (Ipatinga)
A Paróquia São Geraldo Magela é uma divisão da Igreja Católica sediada no município brasileiro de Ipatinga, no interior do estado de Minas Gerais. A paróquia faz parte da Diocese de Itabira-Fabriciano, estando situada na Região Pastoral III. Foi criada em 7 de março de 2004 e possui nove comunidades, distribuídas entre os bairros Bom Jardim e Esperança.

## História e descrição
Inicialmente as celebrações das comunidades locais eram feitas nas casas dos fiéis. A sede, a Igreja São Geraldo Magela, foi construída em área doada por Geraldo Damásio, proprietário de grande parte das terras que deram origem ao atual bairro Bom Jardim, em 16 de julho de 1962. Em sua casa, inclusive, foram celebradas algumas das primeiras missas da localidade. Posteriormente, o templo foi construído mediante doações de materiais e dinheiro e realização de eventos para arrecadação de fundos. Com o aumento dos frequentadores, a igreja foi ampliada em 1988.
Diante do crescimento populacional da área de atuação, a paróquia veio a ser criada em 2004, desmembrada da Paróquia Nossa Senhora Aparecida. A paróquia é responsável por eventos e projetos na região do bairro Bom Jardim que extrapolam a administração da Igreja Católica na localidade, com iniciativas, por exemplo, nas áreas de segurança pública (como na organização de palestras com policiais militares) e meio ambiente (nas campanhas de conscientização em prol da conservação do Parque Municipal Samambaia).